# Depende de ti
«Depende de ti» (укр. Залежить від тебе) — пісня іспанського гурту El Sueño de Morfeo, що вийшла як сингл 2011 року та посіла 38 місце у чарті «PROMUSICAE».

## Відеокліп
У 2011 році було представлено відеокліп. На відео показано учасників гурту, що збираються у подорож до моря, та пізніше подорожують у невеликому фургоні. По-дорозі до моря гурт зупиняється у одному з дворів, де Ракель Росаріо годує ягня молоком, а пізніше запитує дорогу у власника двору. Наприкінці відео гурт, гуляючи узбережжям, робить кількісні фотознімки на пам'ять, а Девід Родригес проводить дресирування собаки.